# 정진욱 (희극인)
정진욱(1983년 4월 24일 ~ )은 대한민국의 희극인으로 소속사는 디씨엘이엔티이다. 현재 서울특별시에 거주하고 경력 그룹 '졸탄' 멤버 중 하나이다.

## 방송
- 《초인시대》 (tvN)
- 《황금거탑》 (tvN)
- 《푸른거탑 리턴즈》 (tvN) - 정진욱 일병 역
- 《푸른거탑 제로》 (tvN) - 정진욱 이병 역 (11화)
- 《푸른거탑》 (tvN) - 정진욱 이병 역
- 《켠김에 왕까지》 (온게임넷)
- 《롤러코스터 시즌 2》 (tvN)
- 《코미디빅리그》 (tvN)
  - 《싸움의 기술》
  - 《리얼티비》
  - 《남자의 노래》
  - 《리액션 스쿨》 진행자2 역
  - 《이름 대소동》
  - 《병맛 대소동》
  - 《불우한 명곡》
  - 《중고&나라》
  - 《초저가 항공》 승객3 역
  - 《왕자의 게임》
- 《개그공화국》 (MBN)
- 《웃찾사》 (SBS)
  - 《족보전쟁》
  - 《졸탄의 어이없Show》
- 《MBC 스포츠 중계석》 (부산MBC)
- 《전국 톱 10 가요 쇼》 (ubc)

## 영화
- 《별 볼일 없는 인생》 (2023년) - 우정출연

## 뮤직비디오
- 배드키즈 - 바밤바